# Apavatn
Der Apavatn ist ein See im Süden von Island, östlich des Þingvallavatn. 
Der See, der sich auf dem Gemeindegebiet von Grímsnes og Grafningur und Bláskógabyggð befindet, ist für seinen Fischreichtum bekannt.

## Geografie
Die Fläche des Apavatn beträgt 13,6 km².
Er liegt etwas südlich des kleineren Laugarvatn, mit dem er über den Fluss Hólaá verbunden ist, am Laugardalur. 
Der einzige Abfluss des Apavatn, Hagaós, führt nach einem Kilometer in die Brúará, die östlich am See nach Süden fließt. 
Südöstlich des Sees befindet sich der Berg Mosfell.

## Geschichte
Eine Sage erzählt, dass Sighvatur Þórðarson, ein Dichter im Mittelalter im 11. Jahrhundert, seine Dichtergabe dadurch erhalten habe, dass er Fisch aus diesem See aß. Eine andere erzählt von mörderischen Auseinandersetzungen, die zwischen den Bauern der beiden am See gelegenen Weiler, Efra- und Neðra-Apavatn, im 13. Jahrhundert stattgefunden haben sollen.